# Oratorio di San Michele (Arogno)
L'oratorio di San Michele o di Santa Croce, ad Arogno, si trova sul versante orientale della valle, ai lati della strada per Rovio.

## Storia e descrizione
L'edificio è a pianta rettangolare in stile romanico, contaminato da alcuni elementi in stile barocco. La facciata conserva tracce di un affresco tardogotico raffigurante San Michele. Sull'altare in stucco è posta una statua di San Michele del 1647, attribuita a Giovanni Antonio Colomba.
I rilievi archeologiche effettuati nel 1966 hanno portato alla luce l'abside primitiva, sostituita da un coro quadrato gotico alla fine del secolo XIV, demolito al momento della successiva trasformazione barocca della chiesa.